# Great White
Great White ist eine US-amerikanische Hard-Rock-Band aus Südkalifornien. Sie hatte ihre erfolgreichste Phase Mitte bis Ende der 1980er-Jahre. 2001 löste sie sich auf, trat aber unter dem Namen Jack Russell's Great White weiterhin auf und geriet im Jahr 2003 in die Schlagzeilen, als aufgrund einer Feuertragödie bei einem ihrer Konzerte in Rhode Island hundert Menschen starben. Seit 2006 firmiert die Gruppe wieder unter dem ursprünglichen Namen Great White. Sänger und Mitgründer Jack Russell verließ 2011 die Band und gründete Jack Russell's Great White als neues Projekt.

## Geschichte

### 1982–1991: Gründung, Aufstieg und Erfolge
Great White entstand im Jahr 1982 in Huntington Beach aus den Überresten der L.A.-Club-Band Dante Fox in der Besetzung Jack Russell (Gesang), Mark Kendall (Gitarre), Lorne Black (Bass) und Gary Holland (Schlagzeug). Sie unterschrieben bei EMI ihren ersten Plattenvertrag. Das von Michael Wagener produzierte Debütalbum erschien 1984. Die Verkäufe waren relativ schwach, weswegen EMI das Interesse an der Band verlor.
Richtig in Schwung kam die Karriere der Band erst 1986 mit dem selbstfinanzierten Album Shot in the Dark, worauf Great White von Capitol Records, einer Tochterfirma der EMI, unter Vertrag genommen wurde. Zur Band gehörten zu diesem Zeitpunkt der Sänger Jack Russell, der Gitarrist Mark Kendall, der Schlagzeuger Audie Desbrow und der Bassist Lorne Black. Die Platte kam bis in Top 100 der US-Albumcharts.
Das darauffolgende Album Once Bitten erschien 1987 in zwei verschiedenen Auflagen in den USA und Europa. In Europa enthielt das Album auch Songs des damals hier nicht erhältlichen Shot in the Dark. Supporttourneen für Night Ranger und Twisted Sister steigerten den Bekanntheitsgrad der Band. Die beiden Singles Rock Me und Save Your Love trugen ebenfalls dazu bei, dass das nächste Album …Twice Shy der Band 1989 zum Durchbruch verhalf. Die Platte erreichte Doppelplatinstatus in den USA. Für den Song Once Bitten Twice Shy wurde die Band für einen Grammy nominiert.
Das Nachfolgealbum Hooked (1991) verkaufte sich ebenfalls gut, bevor es – nicht zuletzt auch aufgrund der einsetzenden Grunge-Bewegung – mit der Popularität der Band abwärtsging.

### 1992–2001: Die Popularität schwindet, Auflösung der Band
Bereits ab 1992 sank der Stern der Band. Das Album Psycho City konnte den Erfolg der Vorgänger nicht halten und die Band verlor daraufhin ihren Plattenvertrag bei Capitol Records. Die nächste Platte Sail Away erschien 1994 bei Zoo Entertainment und floppte ebenso wie die beiden nächsten Studioalben Let It Rock aus dem Jahr 1996 und You Can’t Get There from Here von 1999.
Zwischenzeitlich trat Great White immer öfter als Coverband in Aktion. 1998 veröffentlichte sie mit Great Zeppelin ein Led-Zeppelin-Tributealbum und 2002 ein weiteres Coveralbum namens The Final Cuts. Darüber hinaus kam im Jahr 2000 mit Latest and Greatest auch noch eine Platte auf den Markt, auf der sich die Band selbst coverte und einige ihrer alten Songs neu einspielte.
Auflösungsgerüchte und Besetzungswechsel taten ihr Übriges, um am Image der Band zu kratzen. Trotzdem tourte die Band in regelmäßigen Abständen durch die Lande. 2000 feuerte man Sean Mc Nabb und Audie Desbrow. Desbrow beschwerte sich, dass er nicht bezahlt wurde. Im November 2001 wurde die Auflösung der Band bekannt gegeben und am 31. Dezember 2001 spielte die Band ihr Abschiedskonzert. Das daraufhin veröffentlichte Live-Album Thank You...Goodnight! dokumentierte das Abschiedskonzert. Russell ging ab 2002 auf Tournee mit seiner Solo-Band, bei der teilweise auch Kendall bei einigen Konzerten mitspielte und er erlaubte Russell dafür die Bezeichnung Jack Russell’s Great White – featuring Jack Russell & Mark Kendall zu benutzen. Die so angekündigten Konzerte enthielten größtenteils Lieder von Great White, aber auch teilweise Lieder aus den Solo-Alben von Russell.

### 2003: Die Feuerkatastrophe von West Warwick
Der Tiefpunkt ihrer Karriere war zweifellos der 20. Februar 2003, als bei einem Konzert im Club The Station in West Warwick, Rhode Island, ein Feuer ausbrach. Die eingesetzte Pyrotechnik setzte die mit Polyurethaneschaum verkleidete Decke des Clubs in Flammen und löste einen Brand aus, der sich rasend schnell ausbreitete. Durch das Feuer, durch Rauchvergiftungen und eine Massenpanik starben 100 Menschen, darunter der Bandgitarrist Ty Longley.
Bei der darauffolgenden Gerichtsverhandlung war die Band ebenfalls angeklagt, wurde aber in allen Punkten freigesprochen. Der Manager der Band, dem man die Verantwortung für die Lichtshow anlastete, wurde zu fünfzehn Jahren Haft verurteilt, aber nach vier Jahren entlassen. Great White rief nach dem Unglück den The Station Family Fund ins Leben und sammelte durch Veröffentlichungen und Konzerte Geld für die Hinterbliebenen der Opfer.

### Ab 2006: Das Comeback
Im Dezember 2006 gab die Band in der Besetzung Jack Russell (Gesang), Mark Kendall (Gitarre), Michael Lardie (Gitarre, Keyboards), Sean McNabb (Bass) und Audie Desbrow (Schlagzeug) das Comeback bekannt. Zum 25-jährigen Bandjubiläum tourte man im Folgejahr zunächst durch Nordamerika. Das neue Studioalbum Back to the Rhythm wurde in den USA am 17. Juli und in Europa am 31. August 2007 veröffentlicht. 2009 erschien dann das Album Rising.
2010 wurde Terry Ilous der neue Sänger der Band, der zunächst als temporärer Ersatz für Russell geplant war, da dieser gerade unter Alkoholproblemen litt. 2012 erschien mit dem neuen Sänger das Album Elation. 2018 wurde Mitch Malloy der neue Sänger der Band. Im Jahr 2022 trennte sich die Band von Malloy und engagierte Andrew Freeman, von der Band Last in Line, als neuen Sänger. Am 19. Oktober 2022 wurde bekannt gegeben, dass Brett Carlisle (der einen Monat zuvor bei einigen Terminen für Freeman eingesprungen war) aufgrund von Freemans Engagement bei Last in Line der neue Sänger der Band ist.

### Ab 2011: Zwei Band-Versionen vonGreat White
Nachdem sich Jack Russell von einigen gesundheitlichen Problemen wieder erholt hatte, gründete er im Dezember 2011 eine komplett neu zusammengestellte Band mit dem Namen Jack Russell’s Great White.
Die Besetzung der Band im Jahr 2017 bestand aus:
- Jack Russell – Gesang, Percussion
- Tony Montana – Gitarre, Begleitgesang, Tasteninstrumente, Mundharmonika
- Robby Lochner – Leadgitarre, Begleitgesang
- Dan McNay – E-Bass
- Dicki Fliszar – Schlagzeug, Begleitgesang

Im Dezember 2014 veröffentlichte die Band das Lied Hard Habit als MP3-Download.
Im Januar 2017 wurde das Album He Saw It Coming veröffentlicht. Im August 2024 starb Russell an den Folgen neurodegenerativer Erkrankungen.

## Diskografie

### Studioalben
- 1984: Great White
- 1984: Stick It
- 1986: Shot in the Dark
- 1987: Once Bitten
- 1989: …Twice Shy
- 1991: Hooked
- 1992: Psycho City
- 1994: Sail Away
- 1996: Let It Rock
- 1999: Can’t Get There from Here
- 2000: Latest and Greatest (neuaufgenommene Bandklassiker)
- 2002: The Final Cuts (Coveralbum, auch unter den Titeln Recover, House of Burning Love, Revisiting Familiar Waters und Love Removal Machine veröffentlicht)
- 2007: Back to the Rhythm
- 2009: Rising
- 2012: Elation
- 2017: He Saw It Comin’ (Jack Russell’s Great White)
- 2017: Full Circle

### Livealben
- 1988: Recovery: Live!
- 1990: Live In London
- 1991: Live in New York (nur in Japan als CD-Zugabe zur ersten Pressung vom Album Hooked veröffentlicht)
- 1994: Anaheim live (als CD-Zugabe von Sail away erhältlich)
- 1995: Stage
- 1998: Great Zeppelin (Coveralbum, ausschließlich mit Led-Zeppelin-Songs)
- 2002: Thank You… Goodnight (auch 2006 unter Once bitten, twice live erschienen)
- 2013: 30 Years-Live from the Sunset Strip

### Kompilationen
- 1993: The Best of Great White (US: Gold)
- 1997: The Gold Collection
- 1997: Rock Me
- 2000: Rock Champions
- 2000: Gallery
- 2001: Greatest Hits
- 2013: Greatest Hits
- 2014: Saturday Night Special (Ready for Rock ’n’ Roll Part II)

### Singles und EPs
- 1983: Out Of The Night (EP)
- 1984: Substitute
- 1984: Street Killer
- 1984: On Your Knees
- 1986: Waiting For Love
- 1986: Run Away
- 1986: Face the Day
- 1987: Mistreater
- 1987: Rock Me
- 1987: Save Your Love
- 1987: Lady Red Light
- 1989: Once Bitten, Twice Shy
- 1989: Heart the Hunter
- 1989: The Angel Song
- 1990: Congo Square
- 1990: House of Broken Love
- 1990: Mista Bone
- 1991: Call It Rock ’n’ Roll
- 1991: The Blue EP (EP)

### Videoalben
- 2002: My My My
- 2007: Live & Raw

### Solo-Alben von Jack Russell
- 1996: Shelter Me (nur in Japan veröffentlicht)
- 2002: For You

## Auszeichnungen für Musikverkäufe
| Goldene Schallplatte - Kanada - 1989: für das Album Once Bitten - 1991: für das Album Hooked | 2× Platin-Schallplatte - Kanada - 1992: für das Album …Twice Shy |

Anmerkung: Auszeichnungen in Ländern aus den Charttabellen bzw. Chartboxen sind in ebendiesen zu finden.
| Land/RegionAuszeichnungen für Musikverkäufe (Land/Region, Auszeichnungen, Verkäufe, Quellen) | Gold     | Platin     | Verkäufe  | Quellen         |
| -------------------------------------------------------------------------------------------- | -------- | ---------- | --------- | --------------- |
| Kanada (MC)                                                                                  | 2× Gold2 | 2× Platin2 | 300.000   | musiccanada.com |
| Vereinigte Staaten (RIAA)                                                                    | 3× Gold3 | 3× Platin3 | 4.500.000 | riaa.com        |
| Insgesamt                                                                                    | 5× Gold5 | 5× Platin5 |           |                 |